# Macià Alavedra
Macià Alavedra i Moner (Barcelona, 26 de marzo de 1934-Barcelona 29 de septiembre de 2018) fue un político español de ideología nacionalista catalana liberal, hijo del poeta Joan Alavedra y de Montserrat Moner i Busquets.

## Biografía

### Primeros años
Pasó una parte de la niñez exiliado en Francia. Atravesó los Pirineos, con cuatro años, con sus padres y su hermana mayor, Maria Alavedra, a Prats de Molló, donde llegan después de haber caminado desde Molló, en una noche de invierno, con frío y nieve, teniendo que ir tirando las maletas para seguir caminando. Les esperan los soldados franceses que les mandan a un campo de refugiados, del que por suerte, o mejor dicho del genio de la madre y las relaciones del padre, podrán salir el día siguiente. (Entre la vida i la política, testimonio recogido por Enric Vila). Unos días después emprenden un viaje a París, donde se encuentran entre otros (Ventura Gassols padrino del Macia, Josep Tarradellas, etc..) con Pablo Casals, quien les convence de ir a Prades, ya que la Segunda Guerra Mundial ha empezado en Francia, y el sur (de Francia) parece entonces un lugar más seguro. Es en Prades, con sus padres, su hermana Maria y el maestro Pablo Casals donde Macia vivirá hasta 1948, durante casi diez años. Es allí, en una mediana casa con su pequeño jardín, rentabilizado por la huerta de su madre Montserrat y el Maestro, donde Macia pasará su niñez y su preadolescencia, con las visitas regulares de Pompeu Fabra, Josep Maria de Segarra, Francesc Pujols, Alexandre Plana y Rafael Moragues. 
Vuelto a España, se licenció en Derecho en la Universidad de Barcelona y más tarde trabajó como asesor jurídico en empresas privadas.

### Vida política
En 1952 militó en el Frente Nacional de Cataluña. En 1975 fue uno de los fundadores, con Ramón Trías Fargas, de Esquerra Democràtica de Catalunya (EDC), y en las elecciones generales de 1977 fue elegido diputado al Congreso dentro del Pacto Democrático por Cataluña por Barcelona. En las generales de 1979 fue nuevamente elegido diputado por Convergencia Democrática de Cataluña (CDC), partido en el que se había integrado EDC en 1978.
En las elecciones al Parlamento de Cataluña de 1980 fue elegido diputado por la provincia de Barcelona por Convergència i Unió, y reelegido en las de 1984, 1988, 1992 y 1995.
En 1982 fue nombrado portavoz de CiU en el Parlamento de Cataluña y consejero de Gobernación de la Generalidad de Cataluña. En 1987 fue nombrado consejero de Industria y Energía hasta 1989, cuando fue nombrado consejero de Economía y Finanzas. Tras las elecciones generales de 1996, cuando CiU prestó su apoyo para la investidura de José María Aznar (pacto del Majestic), negoció la cesión del 30 % del IRPF a las comunidades autónomas.
En 1997 dimitió de su cargo, abandonó la política y fue nombrado presidente del consejo de administración de la sociedad Autopistes de Catalunya hasta 2003. También ha sido presidente de las sociedades Abertis Logística y Kern Pharma SL.

### Operación Pretoria
El 27 de octubre de 2009 fue detenido, acusado de presunta implicación en un caso de corrupción. El magistrado de la Audiencia Nacional Baltasar Garzón acordó su prisión provisional incondicional el 30 de octubre de 2009.
En mayo de 2010 y durante la investigación llevada a cabo en el denominado caso Pretoria de corrupción urbanística y según consta en el sumario, Macià Alavedra aparece en conversaciones con Lluís Prenafeta (ambos excompañeros de gobierno de CiU) donde, como socios, mantienen en varias ocasiones conversaciones sobre los diversos negocios de intermediación que desarrollan.
En julio de 2018, Alavedra fue condenado a 1 año, 11 meses y 27 días de prisión, y al pago de una multa de 3,2 millones de euros por blanqueo de dinero y cobro de comisiones ilegales.

### Fallecimiento
Casado con la pintora Doris Malfeito (fallecida en 2014), Macià Alavedra falleció en Barcelona, España, en la noche del 29 de septiembre de 2018 a los 84 años de edad, a causa de una leucemia.
Sus 3 sobrinas, hijas de su hermana Maria Alavedra, que estuvieran muy presentes en la última etapa de su vida y que heredarán de su patrimonio después de su fallecimiento: Gemma Durand Alavedra (residente en Francia) Isabelle Durand Alavedra y Clémence Durand esposa Sicart (las 2 residentes en Barcelona)